# Hosszúszárnyú lappantyú
A hosszúszárnyú lappantyú (Macrodipteryx longipennis) a madarak (Aves) osztályának a lappantyúalakúak (Caprimulgiformes) rendjéhez, ezen belül a lappantyúfélék (Caprimulgidae) családjához tartozó faj.

## Előfordulása
Afrikában Benin, Bissau-Guinea, Burkina Faso, Csád, Kamerun, a Kongói Demokratikus Köztársaság, a Közép-afrikai Köztársaság, Elefántcsontpart, Eritrea, Etiópia, Gabon, Gambia, Ghána, Guinea, Kenya, Libéria, Mali, Mauritánia, Niger, Nigéria, Szenegál, Sierra Leone, Szudán, Togo és Uganda területén honos. Száraz, sziklás bozótosok lakója.

## Megjelenése
Testhossza 23 centiméter. Az egyszerű, barnás színű madár hímjeinek a nász idején a középső evezőtolluk megnyúlik és a végét fekete tollpamacs díszíti.

## Életmódja
Napközben a talajon rejtőzködik, éjszaka indul vadászni, repülő rovarokkal táplálkozik.

## Szaporodása
A hím dísztollaival udvarol a tojónak, melyeket ezután elveszít. A tojó a fészekalját a csupasz földre rakja.

## Külső hivatkozás
- Képek az interneten a fajról